# Сухумское художественное училище
Сухумское художественное училище им. А. Чачба — ведущее учебное заведение Республики Абхазия, готовящее специалистов в области живописи, скульптуры, графики и дизайна одежды. Расположено в Сухуме и носит имя первого абхазского профессионального художника — Александра Чачба (Шеваршидзе).

## История
Предшественником художественного училища является Сухумская художественная студия, открытая в 1934 году Н. О. Табукашвили и преобразованная в училище в 1966 году при поддержке председателя Союза художников Абхазской АССР Марины Эшбы. Первым директором училища стал С. М. Габелия.
В 1970-е годы в училище преподавали выпускники Тбилисской академии художеств: Зоя Джинджолия, Хута Авидзба, Стасик Иванба, Тариел Ампар, Мкан Базба, Сергей Цвижба, Виталий Лакрба и другие.
В 2012 году президент Абхазии Александр Анкваб на встрече с членами союза художников Абхазии поставил вопрос о модернизации учебного процесса в училище.
14 апреля 2016 года на здании училища была установлена мемориальная доска в память о многолетнем директоре и преподавателе училища — скульпторе Виталии Лакрбе.
Дипломные работы выпускников училища участвуют в общереспубликанских выставках.

## Комментарии
1. ↑  В структуре министерства культуры Автономной Республики Абхазия также имеется зарегистрированное в Тбилиси «Сухумское художественное училище» (Тбилиси, ул. Узнадзе, 68)[1].